# Agustín González
Agustín González Martínez (Linares, 24 de marzo de 1930-Madrid, 16 de enero de 2005) fue un actor español.

## Biografía
Comenzó las carreras de aparejador, perito industrial y filosofía y letras, aunque su afición a la interpretación hizo que abandonara los estudios para integrarse en el Teatro Español Universitario, donde permaneció varios años durante su etapa de estudiante.
En 1953 debutó en el teatro con un pequeño papel en Escuadra hacia la muerte. Al año siguiente apareció en su primera película, Felices Pascuas, de Juan Antonio Bardem, llegando a convertirse en secundario de lujo en más de ciento cincuenta películas a lo largo de una brillante trayectoria cinematográfica que en la década de 1980 le reportó importantes éxitos.
Entre sus principales títulos: Plácido y la trilogía La escopeta nacional, Patrimonio nacional y Nacional III, de Luis García Berlanga; La colmena y Los santos inocentes, de Mario Camus; Belle Époque, de Fernando Trueba y Volver a empezar, El abuelo, Historia de un beso y Tiovivo c. 1950, Un genio en apuros (1983) —su última película—, de José Luis Garci. Adquirió mayor protagonismo en Las bicicletas son para el verano (1984), adaptación de Jaime Chávarri de la obra homónima de Fernando Fernán Gómez que ya interpretara en escena. Tal era su ritmo de trabajo que hubo años en los que apareció hasta en doce películas y fue candidato al Premio Goya al mejor actor de reparto en cuatro ocasiones.
En el Festival Imagfic de 1988 el actor Agustín González ganó el premio al mejor actor por su papel en la película Testigo azul (alucine) de Francisco Rodríguez. González ganó ex aequo este premio junto al estadounidense David Jacobson —por su trabajo en la película The beat de Paul Mones—.
Su participación en series de televisión como Cervantes, Cuentos imposibles, Los ladrones van a la oficina y Éste es mi barrio, entre otras, acercó su figura, más si cabe, al público.
En teatro trabajó como protagonista junto a Berta Riaza en Todos eran mis hijos, de Arthur Miller, que fue llevada a Buenos Aires en agosto de 1988. En 1990 protagonizó junto a María Asquerino El león en invierno, de James Goldman, obra que refleja las luchas entre Enrique II y Leonor de Aquitania. Otros dramas que representó fueron Luces de bohemia (1970), de Valle Inclán; Irene o el tesoro, de Antonio Buero Vallejo; El rufián castrucho, de Lope de Vega; Las mocedades del Cid, de Guillén de Castro; El burlador de Sevilla, de Tirso de Molina o En la red, de Alfonso Sastre. También obras de autores extranjeros como Los emigrados, de Sławomir Mrożek, que interpretó con José María Rodero, o Trampa para un hombre solo, original de Robert Thomas.
En agosto de 2003 rueda en Galicia El último día del principio de tu vida cortometraje de Pedro Folla y Carlos Castel, en el cual compartió cartel con jóvenes actores como Daniel Huarte o Javier Pereira entre otros. El posteriormente fallecido, nunca llegó a visualizar la cinta ya que ésta se estrenó justo el día antes de su defunción y Agustín ya había sido para aquel entonces hospitalizado.
En noviembre de 2004 estrenó el montaje Tres hombres y un destino junto a José Luis López Vázquez y Manuel Alexandre, teniendo que ser sustituido poco después y falleciendo el 16 de enero de 2005 en la Clínica La Zarzuela de Madrid a causa de las complicaciones provocadas por una neumonía.
Fue enterrado en el Cementerio de Pozuelo de Alarcón en Madrid
Entre 1954 y 1986 estuvo unido a la actriz María Luisa Ponte, su compañera de numerosos repartos, aunque mantuvo relaciones temporales con María Asquerino y Pilar Bardem. Terminaría su vida junto a Maite de la Cruz, madre de la presentadora de televisión Sandra Sutherland.
Era hermano de Manuel González, uno de los componentes del grupo Los Brincos.

## Cine (selección)
- Felices Pascuas, de Juan Antonio Bardem, 1954.
- Un tipo de sangre, de León Klimovsky, 1960.
- Mi calle, de Edgar Neville, 1960.
- Mi noche de bodas, de Tulio Demicheli, 1961.
- Diferente, de Luis María Delgado, 1961.
- Plácido, de Luis García Berlanga, 1961.
- Fantasmas en la casa, de Pedro Luis Ramírez, 1961.
- Atraco a las tres, de José María Forqué, 1962.
- La gran familia, de Fernando Palacios 1962.
- Los que no fuimos a la guerra, de Julio Diamante, 1962.
- El mundo sigue, de Fernando Fernán-Gómez, 1963.
- Rififí en la ciudad, de Jesús Franco, 1963.
- El verdugo, de Luis García Berlanga, 1963.
- La verbena de la paloma, de Jose Luis Saenz de Heredia, 1963.
- Secuestro en la ciudad, de Luis María Delgado, 1964.
- Tiempo de amor, de Julio Diamante, 1964.
- Tengo 17 años, de José María Forqué, 1964.
- De cuerpo presente, de Antonio Eceiza, 1967.
- La Regenta, de Gonzalo Suárez, 1974.
- Volvoreta de José Antonio Nieves Conde, 1976.
- El diputado, de Eloy de la Iglesia, 1978.
- La escopeta nacional, de Luis García Berlanga, 1978.
- Companys, procés a Catalunya, de Josep Maria Forn, 1979.
- Patrimonio Nacional, de Luis García Berlanga, 1980.
- La campanada, de Jaime Camino, 1980.
- El nido, de Jaime de Armiñán, 1980.
- El divorcio que viene, de Pedro Masó, 1980.
- Las aventuras de Enrique y Ana, de Tito Fernández, 1981.
- Volver a empezar, de José Luis Garci, 1981.
- Gary Cooper, que estás en los cielos, de Pilar Miró, 1981.
- En septiembre, de Jaime de Armiñán, 1982.
- Nacional III, de Luis García Berlanga, 1982.
- Buscando a Perico, de Antonio del Real, 1982.
- La colmena, de Mario Camus, 1982.
- Las bicicletas son para el verano, de Jaime Chávarri, 1983.
- El caso Almería, de Pedro Costa, 1983.
- El crack II, de José Luis Garci, 1983.
- Los santos inocentes, de Mario Camus, 1984.
- El Pico II, de Eloy de la Iglesia, 1984.
- Dos mejor que uno, de Ángel Llorente, 1984.
- Madre in Japan, de Paco Perales, 1985.
- Stico, de Jaime de Armiñán, 1985.
- Total (película para televisión),de José Luis Cuerda, 1985.
- Crimen en familia, de Santiago San Miguel 1985.
- La corte de Faraón, de José Luis García Sánchez 1985.
- La vaquilla, de Luis García Berlanga, 1985.
- A la pálida luz de la luna, de José María González Sinde, 1985.
- Mambrú se fue a la guerra, de Fernando Fernán Gómez, 1985.
- Redondela, de Pedro Costa, 1986.
- Hay que deshacer la casa, de José Luis García Sánchez (1986).
- Moros y cristianos, de Luis García Berlanga, 1987.
- Policía (1987).
- La marrana, de José Luis Cuerda, 1992.
- Belle Époque, de Fernando Trueba, 1992.
- Después del sueño, de Mario Camus, 1992.
- Aquí, el que no corre... vuela, de Ramón Fernández, 1992.
- Todos a la cárcel, de Luis García Berlanga, 1993.
- Los peores años de nuestra vida, de Emilio Martínez Lázaro, 1994.
- Siete mil días juntos, de Fernando Fernán Gómez, 1994.
- Así en el cielo como en la tierra, de José Luis Cuerda, 1995.
- La ley de la frontera (1995), de Adolfo Aristarain
- El abuelo, de José Luis Garci, 1998.
- Caricias, de Ventura Pons, 1998.
- Historia de un beso, de José Luis Garci, 2002.
- Tiovivo c. 1950, de José Luis Garci, 2004.
- El último día del principio de tu vida, de Pedro Folla y Carlos Castel, 2005.

### Televisión
- Firmado Pérez (1963).
- Historia de la frivolidad (1967)
- La cabina (1972).
- Silencio, estrenamos (1974).
- Cervantes (1980)
- El jardín de Venus (1983-1984)
- Cuentos imposibles (1984).
- Escalera exterior, escalera interior (1986)
- Clase media (1987)
- Farmacia de guardia (1991).
- Los ladrones van a la oficina, 1993-1996
- Compuesta y sin novio (1994).
- Oh! Espanya (1994)
- Todos a bordo (1995).
- Pepa y Pepe (1995).
- Éste es mi barrio (1996-1997)
- Mamá quiere ser artista (1997)
- Ni contigo ni sin ti (1998)
- La vida en el aire (1998)
- Arrayán (1999)
- A las once en casa (2000)
- Cuéntame cómo pasó (2002)
- Viento del pueblo. Miguel Hernández (2002)
- 7 Vidas, 2003
- La vida de Rita (2003)

## Teatro (selección)
- Escuadra hacia la muerte (1953)
- El caso del señor vestido de violeta (1954)
- La fierecilla domada (1954)
- Medida por medida (1955)
- La feria de Cuernicabra (1956)
- Tengo un millón (1960)
- En la red (1961)
- El tintero (1961)
- Vestir al desnudo (1961)
- Las que tienen que servir (1962)
- La loca de Chaillot (1962)
- El proceso del arzobispo Carranza (1964)
- El cerco de Numancia (1966)
- El rey Lear (1967)
- El rufián Castrucho (1968)[7]
- Las mocedades del Cid (1968)[8]
- Medida por medida (1969)
- Luces de bohemia (1970)
- El cántaro roto (1981)
- Las bicicletas son para el verano (1982)[9]
- Todos eran mis hijos (1988)
- El león en invierno (1990)
- Trampa para un hombre solo (2002)
- El alcalde de Zalamea (2003)
- Tres hombres y un destino (2004)

## Premios y candidaturas

### Medallas del Círculo de Escritores Cinematográficos[10]
| Año  | Categoría              | Película                       | Resultado |
| ---- | ---------------------- | ------------------------------ | --------- |
| 1981 | Mejor actor de reparto | El poderoso influjo de la luna | Ganador   |

### Fotogramas de Plata
| Año  | Categoría                      | Película/Serie/Montaje                                 | Resultado |
| ---- | ------------------------------ | ------------------------------------------------------ | --------- |
| 1982 | Mejor intérprete de teatro     | Las bicicletas son para el verano                      | Ganador   |
| 1984 | Mejor actor de cine            | Las bicicletas son para el verano Los santos inocentes | Candidato |
| 1984 | Mejor intérprete de televisión | Cuentos imposibles                                     | Candidato |

### Unión de Actores
| Año  | Categoría     | Resultado |
| ---- | ------------- | --------- |
| 2004 | Toda una vida | Ganador   |

### Premios Goya
| Año  | Categoría                                 | Película                        | Resultado |
| ---- | ----------------------------------------- | ------------------------------- | --------- |
| 1986 | Mejor interpretación masculina de reparto | Mambrú se fue a la guerra       | Candidato |
| 1987 | Mejor interpretación masculina de reparto | Moros y cristianos              | Candidato |
| 1994 | Mejor interpretación masculina de reparto | Los peores años de nuestra vida | Candidato |
| 1998 | Mejor interpretación masculina de reparto | El abuelo                       | Candidato |

### Otros
- Antena de Oro (1968)
- Medalla de Oro al Mérito en las Bellas Artes (1983).
- Premio del Festival Internacional de Cine de Karlovy Vary (1984).
- Premio ACE (Nueva York) (1987).
- Mejor actor en el Festival de Cine de Comedia de Peñíscola (1993).
- Medalla al Mérito en el Trabajo, en su categoría de oro (2004).
- Premio Max de Teatro al mejor actor de reparto por El alcalde de Zalamea (1984).